# Svalorna
Svalorna är en svensk biståndsorganisation som bildades 1959 som Sveriges första Emmausförening. Svalorna används ofta som kortform för de två föreningarna Svalorna Latinamerika (med huvudkontor i Stockholm) och Svalorna Indien-Bangladesh (med huvudkontor i Lund). Båda föreningarna är religiöst och partipolitiskt obundna föreningar som framför allt arbetar med internationellt solidaritets- och utvecklingsarbete. Både Svalorna Latinamerika och Svalorna Indien-Bangladesh har personal som arbetar med lokala samarbetsorganisationer i respektive del av världen och de är båda medlemmar i Forum Syd.  Båda föreningarna innehar 90-konto garanterade av Svensk Insamlingskontroll, SFI. Svalorna Indien-Bangladesh är medlem av Emmaus International.

## Historia
Föreningen Svalorna bildades 10 februari 1959 med säte i Stockholm i anslutning till den franska romersk-katolska prästen Abbé Pierres (1912-2007) nordiska föreläsningsturné under 1958. Abbé Pierre startade Emmaus (Emmaus organisation) i Frankrike 1949. Föreningen Svalorna är en av de första svenska politiskt och religiöst obundna ideella biståndsorganisation som från sitt inledande skede fokuserade på u-länder och volontärtjänster. Svalorna ägnade sig inledningsvis åt internationellt utvecklingssamarbete i Peru och utvidgade senare verksamheten till Bolivia och Nicaragua. Suzanne Sandberg (1915-2015) var föreningens första ordförande. Dagny Arbman (1908-1997) startade föreningens andra kontor i Lund som inriktade sig mot internationellt utvecklingsarbete i Indien och senare även Bangladesh.

## Verksamhet
Svalorna fastslog föreningens syfte i sitt första nyhetsbrev: att bland ungdomarna i våra materiellt lyckligt lottade nordiska länder samla dem som vill fara ut och arbeta minst ett år i de fattigaste och mest försummade områdena på jorden. Detta arbete skall vara frivilligt och oavlönat. Volontärerna erhåller endast mat och logi.
Svalornas första volontärer åkte till Peru 1960. År 1962 sändes den första volontärdelegationen till Indien. Under föreningen Svalornas första tio år gjorde runt 100 personer volontärtjänst för Svalorna i Indien och Peru. Ytterst ansvariga för verksamheten var Suzanne Sandberg och Dagny Arbman.